# Carboxylation
On désigne par le terme carboxylation, toute réaction chimique aboutissant à l'addition d'un groupe fonctionnel carboxyle à une molécule organique. La réaction opposée est la décarboxylation. En chimie, le terme « carbonatation » est parfois utilisé comme synonyme de carboxylation, en particulier lorsqu'il est appliqué à la réaction de réactifs carbanioniques avec du CO2. Plus généralement, la carbonatation décrit généralement la production de carbonates.

## Chimie organique
La carboxylation est une conversion standard en chimie organique. Plus précisément, la carbonatation (c'est-à-dire la carboxylation) des réactifs de Grignard et des composés organolithiques est un moyen classique de convertir les halogénures organiques en acides carboxyliques.
Le salicylate de sodium, précurseur de l'aspirine, est préparé commercialement en traitant le phénolate de sodium (le sel de sodium du phénol) avec du dioxyde de carbone à haute pression (100 atm) et haute température (390 K) — une méthode connue sous le nom de « réaction de Kolbe-Schmitt ». L'acidification du sel salicylate résultant donne de l'acide salicylique.
De nombreuses procédures détaillées sont décrites dans la revue Organic Syntheses,,.
Les catalyseurs de carboxylation comprennent les carbènes N-hétérocycliques et les catalyseurs à base d'argent.

## Exemples de réactions de carboxylation
- La Réaction de Kolbe.